# Maechidius woodlarkianus
Maechidius woodlarkianus är en skalbaggsart som beskrevs av Heller 1914. Maechidius woodlarkianus ingår i släktet Maechidius och familjen Melolonthidae. Inga underarter finns listade i Catalogue of Life.